# Ferdinand von Funcke
August Heinrich Ferdinand von Funcke (* 24. Dezember 1787 in Teuchern; † 8. April 1827) war ein preußischer Landrat und Abgeordneter.

## Leben
Ferdinand von Funcke war der Sohn des kursächsischen Premier-Leutnants der Kavallerie Ferdinand Wilhelm Heinrich von Funcke (* 7. Dezember 1753 in Burgwerben; † 25. März 1836 ebenda) und dessen Ehefrau Luise geborene Freiin von Richter (* 31. Dezember 1769 in Erfurt; † 14. Oktober 1844 in Naumburg (Saale)). Sein Vater war Erb-, Lehn- und Gerichtsherr auf Teuchern, Burgwerben, Markkleeberg und Schafstädt.
Ferdinand von Funcke wuchs in Teuchern und später in Burgwerben auf und erhielt Privatunterricht. Danach besuchte er die Fürstenschule in Pforta. Anschließend studierte er Rechtswissenschaften und Kameralwissenschaften an der Universität Wittenberg. Nach dem Studium wurde er Supernumerar-Rat bei der königlich-sächsischen Stiftsregierung bzw. dem Konsistorium in Zeitz. Mit dem Beginn des ersten Koalitionskriegs wurde er mit den amtshauptmannschaftlichen Geschäften der Stiftsregierung betraut. Gleichzeitig erhielt er von seinem Vater das Rittergut Teuchern.
1816 wurde er preußischer Landrat des Landkreises Weißenfels und blieb bis zu seinem Tode in diesem Amt. 1825 wurde er für den Stand der Ritterschaft im Thüringer Wahlbezirk in den ersten Provinziallandtag der Provinz Sachsen gewählt.
Bereits 1819 heiratete er Fanny von Etzdorf (* 1798 in Etzdorf; † 29. Dezember 1824), Tochter der Friederike Auguste von Brand und des Offiziers Ludwig von Etdorf. Ferdinand und Fanny hatten den Sohn Hans von Funcke, kurzzeitig Inhaber des Gutes Schlossteil Schloss Löbnitz.
1827 starb von Ferdinand von Funcke an einem nervösen Fieber.